# فولتا الغارف 2024
فولتا الغارف 2024 (بالبرتغالية: Volta ao Algarve de 2024) هو سباق دراجات هوائية من فئة  2.1، وهو الموسم الخمسين من فولتا الغارف، وأقيم خلال الفترة من 14 فبراير 2024، وحتى 18 فبراير 2024.
فاز بالمركز الأول رمكو أفينبول، وفاز بالمركز الثاني وفي تصنيف الجبال دانييل مارتينيز، وفاز بالمركز الثالث جان تراتنيك، وفاز في ترتيب الفرق 2024 Visma–Lease a Bike (men's team) season ‏، وفاز في ترتيب النقاط للشباب António Morgado ‏، وفاز في ترتيب النقاط جيربن تايسن ‏.

## الفرق
| فرق عالمية (13)- Alpecin-Deceuninck - Arkéa-B&B Hotels - Astana Qazaqstan Team - Bora-Hansgrohe - EF Education-EasyPost - Groupama-FDJ - Ineos Grenadiers - Intermarché-Wanty - Lidl-Trek - Soudal Quick-Step - Team dsm-firmenich PostNL - UAE Team Emirates - Team Visma \| Lease a Bike فرق برو (3)- كاجا رورال-سيغوروس 2024 ‏ - سويس ريسينغ أكادمي 2024 ‏ - أونو-إكس موبيليتي ‏ فرق قارية (9)- أنترت فيرينسي ‏ - AP Hotels & Resorts–Tavira–SC Farense ‏ - Louletano Desportos Clube (cycling) ‏ - Credibom–LA Alumínios–Marcos Car ‏ - إيفابيل سيلينج 2024 ‏ - كيلي - سيمولدز يو دي أو 2024 ‏ - Rádio Popular–Paredes–Boavista ‏ - Anicolor / Tien 21 ‏ - Tavfer–Ovos Matinados–Mortágua ‏ |  |
| |  |

## المراحل
| قائمة المراحل | قائمة المراحل | قائمة المراحل                    | قائمة المراحل         | قائمة المراحل | قائمة المراحل   | قائمة المراحل   |
| المرحلة       | التاريخ       | الدورة                           |                       | المسافة (كم)  | الفائز بالمرحلة | القائد العام    |
| ------------- | ------------- | -------------------------------- | --------------------- | ------------- | --------------- | --------------- |
| المرحلة 1     | 14 فبراير     | بُرتِماو – لاغوس                   | مرحلة التلال          | 200٫8         | جيربن تايسن ‏    | جيربن تايسن ‏    |
| المرحلة 2     | 15 فبراير     | لَجُوَة – Fóia (mountain) ‏          | مرحلة متوسطة          | 171٫9         | دانييل مارتينيز | دانييل مارتينيز |
| المرحلة 3     | 16 فبراير     | فيلا ريال دي سان أنطونيو – طبيرة | مرحلة التلال          | 192٫2         | فاوت فان آرت    | دانييل مارتينيز |
| المرحلة 4     | 17 فبراير     | البحيرة – البحيرة                | مرحلة سباق الزمن فردي | 22            | رمكو أفينبول    | رمكو أفينبول    |
| المرحلة 5     | 18 فبراير     | فارو – Alto do Malhão ‏           | مرحلة متوسطة          | 165٫8         | دانييل مارتينيز | رمكو أفينبول    |

## النتيجة

### مرحلة 1
هي مرحلة جبلية، أقيمت في 14 فبراير 2024، وامتدّت لمسافة 200.8 كيلومتر. فاز بالمركز الأول، وتصدر ترتيب النقاط والترتيب العام في نهاية المرحلة جيربن تايسن ‏، وتصدر ترتيب التسلق Tomás Contte ‏، وتصدر ترتيب الفرق فريق إنيوس 2024 ‏، وتصدر ترتيب النقاط للشباب ماغنوس شيفيلد.
| التصنيف العام         | التصنيف العام      | التصنيف العام                        | التصنيف العام | التصنيف العام |
| العداء                | العداء             | الفريق                               | الوقت         |               |
| --------------------- | ------------------ | ------------------------------------ | ------------- | ------------- |
| 1                     | جيربن تايسن ‏       | Intermarché-Wanty                    | 4 س 51 د 54 ث |               |
| 2                     | ماريجن فان دن بيرغ | EF Education-EasyPost                | + 4 ث         |               |
| 3                     | توبياس باير        | Alpecin-Deceuninck                   | + 4 ث         |               |
| 4                     | Jordi Meeus ‏       | بورا هانسغروه                        | + 6 ث         |               |
| 5                     | Tomás Contte ‏      | Louletano Desportos Clube (cycling) ‏ | + 8 ث         |               |
| 6                     | Lars Boven ‏        | Alpecin-Deceuninck                   | + 10 ث        |               |
| 7                     | ارنو ديمار         | Arkéa-B&B Hotels                     | + 10 ث        |               |
| 8                     | روي أوليفيرا       | فريق الإمارات                        | + 10 ث        |               |
| 9                     | جاسبر ستوفين       | Lidl-Trek                            | + 10 ث        |               |
| 10                    | Kim Heiduk ‏        | Ineos Grenadiers                     | + 10 ث        |               |
|                       |                    |                                      |               |               |
| مصدر: ProCyclingStats |                    |                                      |               |               |

### مرحلة 2
هي مرحلة جبلية متوسطة، أقيمت في 15 فبراير 2024، وامتدّت لمسافة 171.9 كيلومتر. فاز بالمركز الأول، وتصدر الترتيب العام في نهاية المرحلة وترتيب التسلق دانييل مارتينيز، وتصدر ترتيب الفرق بورا–هانسغروه 2024 ‏، وتصدر ترتيب النقاط للشباب António Morgado ‏، وتصدر ترتيب النقاط جيربن تايسن ‏.
| التصنيف العام         | التصنيف العام     | التصنيف العام              | التصنيف العام | التصنيف العام |
| العداء                | العداء            | الفريق                     | الوقت         |               |
| --------------------- | ----------------- | -------------------------- | ------------- | ------------- |
| 1                     | دانييل مارتينيز   | بورا هانسغروه              | 9 س 32 د 14 ث |               |
| 2                     | رمكو أفينبول      | Soudal Quick-Step          | + 4 ث         |               |
| 3                     | سيب كوس           | Team Visma \| Lease a Bike | + 12 ث        |               |
| 4                     | سيرجيو هيغويتا    | بورا هانسغروه              | + 16 ث        |               |
| 5                     | جان تراتنيك       | Team Visma \| Lease a Bike | + 18 ث        |               |
| 6                     | تاو غايغن هارت    | Lidl-Trek                  | + 18 ث        |               |
| 7                     | توم بيدكوك        | Ineos Grenadiers           | + 18 ث        |               |
| 8                     | ثيمين أرينسمان    | Ineos Grenadiers           | + 23 ث        |               |
| 9                     | مايكل اندا        | Soudal Quick-Step          | + 23 ث        |               |
| 10                    | كريستيان سكاروني ‏ | Astana Qazaqstan Team      | + 28 ث        |               |
|                       |                   |                            |               |               |
| مصدر: ProCyclingStats |                   |                            |               |               |

### مرحلة 3
هي مرحلة جبلية، أقيمت في 16 فبراير 2024، وامتدّت لمسافة 192.2 كيلومتر. فاز بالمركز الأول فاوت فان آرت، وتصدر ترتيب الفرق بورا–هانسغروه 2024 ‏، وتصدر ترتيب النقاط للشباب António Morgado ‏، وتصدر الترتيب العام في نهاية المرحلة وترتيب التسلق دانييل مارتينيز، وتصدر ترتيب النقاط جيربن تايسن ‏.
| التصنيف العام         | التصنيف العام     | التصنيف العام              | التصنيف العام  | التصنيف العام |
| العداء                | العداء            | الفريق                     | الوقت          |               |
| --------------------- | ----------------- | -------------------------- | -------------- | ------------- |
| 1                     | دانييل مارتينيز   | بورا هانسغروه              | 14 س 23 د 11 ث |               |
| 2                     | رمكو أفينبول      | Soudal Quick-Step          | + 4 ث          |               |
| 3                     | سيب كوس           | Team Visma \| Lease a Bike | + 12 ث         |               |
| 4                     | سيرجيو هيغويتا    | بورا هانسغروه              | + 16 ث         |               |
| 5                     | جان تراتنيك       | Team Visma \| Lease a Bike | + 18 ث         |               |
| 6                     | توم بيدكوك        | Ineos Grenadiers           | + 18 ث         |               |
| 7                     | فاوت فان آرت      | Team Visma \| Lease a Bike | + 22 ث         |               |
| 8                     | ثيمين أرينسمان    | Ineos Grenadiers           | + 23 ث         |               |
| 9                     | مايكل اندا        | Soudal Quick-Step          | + 23 ث         |               |
| 10                    | كريستيان سكاروني ‏ | Astana Qazaqstan Team      | + 28 ث         |               |
|                       |                   |                            |                |               |
| مصدر: ProCyclingStats |                   |                            |                |               |

### مرحلة 4
هي مرحلة من نوع سباق زمن فردي، أقيمت في 17 فبراير 2024، وامتدّت لمسافة 22 كيلومتر. فاز بالمركز الأول، وتصدر الترتيب العام في نهاية المرحلة رمكو أفينبول، وتصدر ترتيب الفرق فريق إنيوس 2024 ‏، وتصدر ترتيب النقاط للشباب ماغنوس شيفيلد، وتصدر ترتيب التسلق دانييل مارتينيز، وتصدر ترتيب النقاط جيربن تايسن ‏.
| التصنيف العام         | التصنيف العام        | التصنيف العام              | التصنيف العام  | التصنيف العام |
| العداء                | العداء               | الفريق                     | الوقت          |               |
| --------------------- | -------------------- | -------------------------- | -------------- | ------------- |
| 1                     | رمكو أفينبول         | Soudal Quick-Step          | 14 س 50 د 24 ث |               |
| 2                     | دانييل مارتينيز      | بورا هانسغروه              | + 47 ث         |               |
| 3                     | جان تراتنيك          | Team Visma \| Lease a Bike | + 1 د 12 ث     |               |
| 4                     | فاوت فان آرت         | Team Visma \| Lease a Bike | + 1 د 18 ث     |               |
| 5                     | ستيفان كونغ          | Groupama-FDJ               | + 1 د 18 ث     |               |
| 6                     | Ben Healy (cyclist) ‏ | EF Education-EasyPost      | + 1 د 20 ث     |               |
| 7                     | ثيمين أرينسمان       | Ineos Grenadiers           | + 1 د 23 ث     |               |
| 8                     | ماغنوس شيفيلد        | Ineos Grenadiers           | + 1 د 34 ث     |               |
| 9                     | António Morgado ‏     | فريق الإمارات              | + 1 د 39 ث     |               |
| 10                    | توم بيدكوك           | Ineos Grenadiers           | + 1 د 44 ث     |               |
|                       |                      |                            |                |               |
| مصدر: ProCyclingStats |                      |                            |                |               |

### مرحلة 5
هي مرحلة جبلية متوسطة، أقيمت في 18 فبراير 2024، وامتدّت لمسافة 165.8 كيلومتر. فاز بالمركز الأول، وتصدر ترتيب التسلق دانييل مارتينيز، وتصدر ترتيب الفرق 2024 Visma–Lease a Bike (men's team) season ‏، وتصدر ترتيب النقاط للشباب António Morgado ‏، وتصدر الترتيب العام في نهاية المرحلة رمكو أفينبول، وتصدر ترتيب النقاط جيربن تايسن ‏.

## المشاركون
| Bora-Hansgrohe BOH | Bora-Hansgrohe BOH          | Bora-Hansgrohe BOH |
| ------------------ | --------------------------- | ------------------ |
| م                  | عداء                        | مرتبة              |
| 1                  | دانييل مارتينيز (زمني فردي) | 2                  |
| 2                  | بوب جونهيلس                 | 15                 |
| 3                  | ماركو هالر                  | 123                |
| 4                  | سيرجيو هيغويتا              | 14                 |
| 5                  | Jordi Meeus ‏                | 134                |
| 6                  | ماكسيميليان شاخمان          | 34                 |
| 7                  | Alexander Hajek ‏            | لم يبدأ-2          |
| مدير الرياضة:      |                             |                    |

| Alpecin-Deceuninck ADC       | Alpecin-Deceuninck ADC           | Alpecin-Deceuninck ADC |
| ---------------------------- | -------------------------------- | ---------------------- |
| م                            | عداء                             | مرتبة                  |
| 11                           | كوينتن هيرمانز                   | 36                     |
| 12                           | Lars Boven ‏                      | 95                     |
| 13                           | توبياس باير                      | 49                     |
| 14                           | إدوارد بلانكايرتإدوارد بلانكايرت | 113                    |
| 15                           | شاندرو ميوريس                    | 71                     |
| 16                           | Stan Van Tricht ‏                 | لم يبدأ-4              |
| 17                           | Luca Vergallito ‏                 | 17                     |
| مدير الرياضة: فريدريك ويليمز |                                  |                        |

| Arkéa-B&B Hotels ARK                     | Arkéa-B&B Hotels ARK | Arkéa-B&B Hotels ARK |
| ---------------------------------------- | -------------------- | -------------------- |
| م                                        | عداء                 | مرتبة                |
| 21                                       | ارنو ديمار           | 103                  |
| 22                                       | جينثي بيرمانز ‏       | 58                   |
| 23                                       | Donavan Grondin ‏     | لم يكمل السباق-5     |
| 24                                       | Thibault Guernalec ‏  | 64                   |
| 25                                       | دانيال مكلاي         | 121                  |
| 26                                       | فلوريان سينيشال      | 92                   |
| 27                                       | Martin Tjøtta ‏       | 53                   |
| مدير الرياضة: ارنو جيرار, سيباستيان هينو |                      |                      |

| Astana Qazaqstan Team AST | Astana Qazaqstan Team AST | Astana Qazaqstan Team AST |
| ------------------------- | ------------------------- | ------------------------- |
| م                         | عداء                      | مرتبة                     |
| 31                        | Samuele Battistella ‏      | 51                        |
| 32                        | Igor Chzhan ‏              | 73                        |
| 33                        | Yevgeniy Fedorov ‏         | 70                        |
| 34                        | Anton Kuzmin ‏             | 111                       |
| 35                        | كريستيان سكاروني ‏         | 11                        |
| 36                        | بيترو فيلاسكو (طريق)      | 19                        |
| 37                        | Max Walker (cyclist) ‏     | 54                        |

| EF Education-EasyPost EFE | EF Education-EasyPost EFE     | EF Education-EasyPost EFE |
| ------------------------- | ----------------------------- | ------------------------- |
| م                         | عداء                          | مرتبة                     |
| 41                        | Stefan Bissegger ‏ (زمني فردي) | 99                        |
| 42                        | روي كوستا                     | لم يكمل السباق-3          |
| 43                        | Ben Healy (cyclist) ‏ (طريق)   | 4                         |
| 44                        | ميكيل فروليش أونوريه          | 25                        |
| 45                        | جيمس شو                       | 23                        |
| 46                        | مايكل فالغرين                 | 44                        |
| 47                        | ماريجن فان دن بيرغ            | لم يكمل السباق-3          |
| مدير الرياضة: ماتي بريشيل |                               |                           |

| Groupama-FDJ GFC                | Groupama-FDJ GFC      | Groupama-FDJ GFC |
| ------------------------------- | --------------------- | ---------------- |
| م                               | عداء                  | مرتبة            |
| 51                              | ستيفان كونغ           | 9                |
| 52                              | Lewis Askey ‏          | 86               |
| 53                              | أوليفييه لو جاك       | 59               |
| 54                              | فالنتين مادواس (طريق) | 32               |
| 55                              | Enzo Paleni ‏          | 68               |
| 56                              | كليمنت روسو           | 102              |
| 57                              | مارك ساريو            | 115              |
| مدير الرياضة: Frédéric Guesdon ‏ |                       |                  |

| Ineos Grenadiers IGD      | Ineos Grenadiers IGD    | Ineos Grenadiers IGD |
| ------------------------- | ----------------------- | -------------------- |
| م                         | عداء                    | مرتبة                |
| 61                        | ثيمين أرينسمان          | 5                    |
| 62                        | فيليبو غانا (زمني فردي) | 46                   |
| 63                        | Kim Heiduk ‏             | 62                   |
| 64                        | توم بيدكوك              | 6                    |
| 65                        | لوقا رو                 | 112                  |
| 66                        | ماغنوس شيفيلد           | 18                   |
| 67                        | جيرانت توماس            | 65                   |
| مدير الرياضة: زاك ديمبستر |                         |                      |

| Intermarché-Wanty IWA       | Intermarché-Wanty IWA | Intermarché-Wanty IWA |
| --------------------------- | --------------------- | --------------------- |
| م                           | عداء                  | مرتبة                 |
| 71                          | Vito Braet ‏           | 85                    |
| 72                          | Rune Herregodts ‏      | 24                    |
| 73                          | هوغو بيج ‏             | 114                   |
| 74                          | أدريان بيتي           | 118                   |
| 75                          | Laurenz Rex ‏          | 120                   |
| 76                          | مايك تيونسين          | 60                    |
| 77                          | جيربن تايسن ‏          | 129                   |
| مدير الرياضة: Aike Visbeek ‏ |                       |                       |

| Lidl-Trek LTK               | Lidl-Trek LTK         | Lidl-Trek LTK |
| --------------------------- | --------------------- | ------------- |
| م                           | عداء                  | مرتبة         |
| 81                          | Andrea Bagioli ‏       | 31            |
| 82                          | تاو غايغن هارت        | 12            |
| 83                          | Daan Hoole ‏           | 66            |
| 84                          | سام أومن              | لم يبدأ-3     |
| 85                          | جاسبر ستوفين          | 29            |
| 86                          | إدوارد ثيونس          | 106           |
| 87                          | Mathias Vacek ‏ (طريق) | 87            |
| مدير الرياضة: ستيفن دي جونغ |                       |               |

| Soudal Quick-Step SOQ   | Soudal Quick-Step SOQ           | Soudal Quick-Step SOQ |
| ----------------------- | ------------------------------- | --------------------- |
| م                       | عداء                            | مرتبة                 |
| 91                      | ماتيا كاتانيو                   | 48                    |
| 92                      | رمكو أفينبول (طريق و زمني فردي) | 1                     |
| 93                      | جيمس نوكس                       | 42                    |
| 94                      | مايكل اندا                      | 16                    |
| 95                      | بيتر سيري                       | 91                    |
| 96                      | Warre Vangheluwe ‏               | 136                   |
| 97                      | Louis Vervaeke ‏                 | 69                    |
| مدير الرياضة: توم ستيلز |                                 |                       |

| Team dsm-firmenich PostNL DFP | Team dsm-firmenich PostNL DFP | Team dsm-firmenich PostNL DFP |
| ----------------------------- | ----------------------------- | ----------------------------- |
| م                             | عداء                          | مرتبة                         |
| 101                           | جون ديجينكولب                 | 77                            |
| 102                           | Pavel Bittner ‏                | 89                            |
| 103                           | Gijs Leemreize ‏               | 20                            |
| 104                           | Niklas Märkl ‏                 | 116                           |
| 105                           | Martijn Tusveld ‏              | 61                            |
| 106                           | Casper van Uden ‏              | 83                            |
| 107                           | Bram Welten ‏                  | 131                           |
| مدير الرياضة: بيم يجثارت      |                               |                               |

| Team Visma \| Lease a Bike TVL               | Team Visma \| Lease a Bike TVL | Team Visma \| Lease a Bike TVL |
| -------------------------------------------- | ------------------------------ | ------------------------------ |
| م                                            | عداء                           | مرتبة                          |
| 111                                          | فاوت فان آرت (زمني فردي)       | 7                              |
| 112                                          | سيب كوس                        | 8                              |
| 113                                          | تيسج بنوت                      | لم يبدأ-4                      |
| 114                                          | بير ستراند هاجينز              | 39                             |
| 115                                          | جان تراتنيك                    | 3                              |
| 116                                          | Milan Vader ‏                   | 35                             |
| 117                                          | جوليان فيرموت                  | 104                            |
| مدير الرياضة: Arthur van Dongen ‏, Marc Reef ‏ |                                |                                |

| UAE Team Emirates UAD                      | UAE Team Emirates UAD    | UAE Team Emirates UAD |
| ------------------------------------------ | ------------------------ | --------------------- |
| م                                          | عداء                     | مرتبة                 |
| 121                                        | إسحاق ديل تورو ‏          | لم يبدأ-5             |
| 122                                        | فيليبو بارونسيني         | 33                    |
| 123                                        | Jan Christen ‏            | 22                    |
| 124                                        | مارك هيرشي (طريق)        | 43                    |
| 125                                        | António Morgado ‏         | 10                    |
| 126                                        | روي أوليفيرا             | 107                   |
| 127                                        | Nils Politt ‏ (زمني فردي) | 30                    |
| مدير الرياضة: Simone Pedrazzini‏, توماس غيل |                          |                       |

| كاجا رورال-سيغوروس ‏ CJR                     | كاجا رورال-سيغوروس ‏ CJR | كاجا رورال-سيغوروس ‏ CJR |
| ------------------------------------------- | ----------------------- | ----------------------- |
| م                                           | عداء                    | مرتبة                   |
| 131                                         | Daniel Babor ‏           | 143                     |
| 132                                         | ESP                     | 63                      |
| 133                                         | Tomáš Bárta ‏            | 137                     |
| 134                                         | Jaume Guardeño ‏         | 50                      |
| 135                                         | Gorka Sorarrain ‏        | 76                      |
| 136                                         | إدوارد براديس           | 27                      |
| 137                                         | ميكال شليغل             | 96                      |
| مدير الرياضة: José Miguel Fernández Reviejo‏ |                         |                         |

| سويس ريسينغ أكادمي ‏ TUD    | سويس ريسينغ أكادمي ‏ TUD | سويس ريسينغ أكادمي ‏ TUD |
| -------------------------- | ----------------------- | ----------------------- |
| م                          | عداء                    | مرتبة                   |
| 141                        | Luc Wirtgen ‏            | 88                      |
| 142                        | Robin Froidevaux ‏       | 108                     |
| 143                        | Arthur Kluckers ‏        | لم يكمل السباق-5        |
| 144                        | Marius Mayrhofer ‏       | 79                      |
| 145                        | لوكاس أريكسون (طريق)    | 52                      |
| 146                        | ماتيو ترينتين           | 75                      |
| 147                        | Yannis Voisard ‏         | 13                      |
| مدير الرياضة: ماتيو توساتو |                         |                         |

| أونو-إكس موبيليتي ‏ UXM         | أونو-إكس موبيليتي ‏ UXM | أونو-إكس موبيليتي ‏ UXM |
| ------------------------------ | ---------------------- | ---------------------- |
| م                              | عداء                   | مرتبة                  |
| 151                            | ماغنوس كورت نيلسن      | 21                     |
| 152                            | ماركوس هويلجارد        | 28                     |
| 153                            | Andreas Leknessund ‏    | 45                     |
| 154                            | Erik Resell ‏           | 84                     |
| 155                            | راسموس تيلر            | 41                     |
| 156                            | جوناس إبراهمسين ‏       | 72                     |
| 157                            | Martin Urianstad ‏      | 47                     |
| مدير الرياضة: كورت اسلي ارفسين |                        |                        |

| أنترت فيرينسي ‏ CDF             | أنترت فيرينسي ‏ CDF | أنترت فيرينسي ‏ CDF |
| ------------------------------ | ------------------ | ------------------ |
| م                              | عداء               | مرتبة              |
| 161                            | Diogo Oliveira‏     | OTL-4              |
| 162                            | Afonso Eulálio ‏    | لم يكمل السباق-5   |
| 163                            | Óscar Cabedo ‏      | 90                 |
| 164                            | Fábio Oliveira‏     | OTL-4              |
| 165                            | POR                | 94                 |
| 166                            | فابيو كوستا ‏       | 100                |
| 167                            | POR                | 126                |
| مدير الرياضة: Joaquim Andrade ‏ |                    |                    |

| AP Hotels & Resorts–Tavira–SC Farense ‏ ATF | AP Hotels & Resorts–Tavira–SC Farense ‏ ATF | AP Hotels & Resorts–Tavira–SC Farense ‏ ATF |
| ------------------------------------------ | ------------------------------------------ | ------------------------------------------ |
| م                                          | عداء                                       | مرتبة                                      |
| 171                                        | Rúben Simão‏                                | OTL-4                                      |
| 172                                        | Afonso Silva ‏                              | 38                                         |
| 173                                        | كارلوس سالغيرو ‏                            | 128                                        |
| 174                                        | POR                                        | 133                                        |
| 176                                        | فرنسيسكو كامبوس ‏                           | OTL-4                                      |
| 177                                        | Euclides Chingui‏                           | 147                                        |
| مدير الرياضة: Vidal Fitas‏                  |                                            |                                            |

| Louletano Desportos Clube (cycling) ‏ AVL | Louletano Desportos Clube (cycling) ‏ AVL | Louletano Desportos Clube (cycling) ‏ AVL |
| ---------------------------------------- | ---------------------------------------- | ---------------------------------------- |
| م                                        | عداء                                     | مرتبة                                    |
| 181                                      | Daniel Viegas ‏                           | 57                                       |
| 182                                      | Nicolás Tivani ‏                          | 145                                      |
| 183                                      | سيرجيو غارسيا غونزاليس ‏                  | 67                                       |
| 184                                      | Tomás Contte ‏                            | 135                                      |
| 185                                      | Carlos Oyarzún ‏                          | 105                                      |
| 186                                      | David Dominguez ‏                         | 80                                       |
| 187                                      | Tomás Martins‏                            | 144                                      |
| مدير الرياضة: أميريكو سيلفا ‏             |                                          |                                          |

| Credibom–LA Alumínios–Marcos Car ‏ LAA | Credibom–LA Alumínios–Marcos Car ‏ LAA | Credibom–LA Alumínios–Marcos Car ‏ LAA |
| ------------------------------------- | ------------------------------------- | ------------------------------------- |
| م                                     | عداء                                  | مرتبة                                 |
| 191                                   | Emanuel Duarte ‏                       | 55                                    |
| 192                                   | لويس فيليبي فيرنانديز ‏                | لم يكمل السباق-5                      |
| 193                                   | Alexandre Montez ‏                     | 101                                   |
| 194                                   | Rodrigo Caixas ‏                       | لم يكمل السباق-5                      |
| 195                                   | Diogo Narciso ‏                        | لم يكمل السباق-5                      |
| 196                                   | François Vie‏                          | لم يكمل السباق-5                      |
| 197                                   | Gonçalo Leaça ‏                        | 122                                   |
| مدير الرياضة: Hernâni Brôco ‏          |                                       |                                       |

| إيفابيل سيلينج ‏ EFL         | إيفابيل سيلينج ‏ EFL  | إيفابيل سيلينج ‏ EFL |
| --------------------------- | -------------------- | ------------------- |
| م                           | عداء                 | مرتبة               |
| 201                         | جواكيم سيلفا ‏        | لم يكمل السباق-5    |
| 202                         | Aleksandr Grigoriev ‏ | OTL-4               |
| 203                         | António Ferreira‏     | لم يكمل السباق-5    |
| 204                         | سانتياغو ميسا ‏       | 127                 |
| 205                         | هنريكي هيكتور        | 82                  |
| 206                         | Abner González ‏      | 37                  |
| 207                         | Keegan Swirbul ‏      | 124                 |
| مدير الرياضة: خوسيه أزيفيدو |                      |                     |

| كيلي - سيمولدز يو دي أو ‏ GSU | كيلي - سيمولدز يو دي أو ‏ GSU | كيلي - سيمولدز يو دي أو ‏ GSU |
| ---------------------------- | ---------------------------- | ---------------------------- |
| م                            | عداء                         | مرتبة                        |
| 211                          | لويس غوميش                   | 93                           |
| 212                          | POR                          | 119                          |
| 213                          | POR                          | 109                          |
| 214                          | Tiago Ferreira‏               | OTL-4                        |
| 216                          | Noah Campos‏                  | 142                          |
| 217                          | André Ribeiro‏                | 139                          |
| مدير الرياضة: Manuel Correia‏ |                              |                              |

| Rádio Popular–Paredes–Boavista ‏ RPB | Rádio Popular–Paredes–Boavista ‏ RPB | Rádio Popular–Paredes–Boavista ‏ RPB |
| ----------------------------------- | ----------------------------------- | ----------------------------------- |
| م                                   | عداء                                | مرتبة                               |
| 221                                 | César Fonte ‏                        | 98                                  |
| 222                                 | Hugo Nunes ‏                         | 56                                  |
| 223                                 | Raúl Rota ‏                          | لم يكمل السباق-5                    |
| 224                                 | Francisco Peñuela ‏                  | 40                                  |
| 225                                 | POR                                 | 117                                 |
| 227                                 | Hélder Gonçalves‏                    | 26                                  |

| Anicolor / Tien 21 ‏ SAT     | Anicolor / Tien 21 ‏ SAT   | Anicolor / Tien 21 ‏ SAT |
| --------------------------- | ------------------------- | ----------------------- |
| م                           | عداء                      | مرتبة                   |
| 231                         | فريدريكو فيغيريدو         | 81                      |
| 232                         | André Carvalho (cyclist) ‏ | لم يكمل السباق-5        |
| 233                         | لويس مندونسا              | 110                     |
| 234                         | Gabriel Baptista‏          | 140                     |
| 235                         | Duarte Domingues‏          | 125                     |
| 236                         | Oliver Rees‏               | 74                      |
| 237                         | رافاييل ريس               | 78                      |
| مدير الرياضة: Rúben Pereira‏ |                           |                         |

| Tavfer–Ovos Matinados–Mortágua ‏ TAV | Tavfer–Ovos Matinados–Mortágua ‏ TAV | Tavfer–Ovos Matinados–Mortágua ‏ TAV |
| ----------------------------------- | ----------------------------------- | ----------------------------------- |
| م                                   | عداء                                | مرتبة                               |
| 241                                 | Gonçalo Carvalho ‏                   | 132                                 |
| 242                                 | Bruno Silva (cyclist) ‏              | 97                                  |
| 243                                 | جواو ماتياس                         | 138                                 |
| 244                                 | Francisco Morais‏                    | لم يكمل السباق-5                    |
| 245                                 | Leangel Linarez ‏                    | لم يكمل السباق-5                    |
| 246                                 | César Martingil ‏                    | 130                                 |
| 247                                 | Gonçalo Amado ‏                      | لم يكمل السباق-2                    |
| مدير الرياضة: غوستافو سيزار         |                                     |                                     |

| Bora-Hansgrohe BOH | Bora-Hansgrohe BOH          | Bora-Hansgrohe BOH |
| ------------------ | --------------------------- | ------------------ |
| م                  | عداء                        | مرتبة              |
| 1                  | دانييل مارتينيز (زمني فردي) | 2                  |
| 2                  | بوب جونهيلس                 | 15                 |
| 3                  | ماركو هالر                  | 123                |
| 4                  | سيرجيو هيغويتا              | 14                 |
| 5                  | Jordi Meeus ‏                | 134                |
| 6                  | ماكسيميليان شاخمان          | 34                 |
| 7                  | Alexander Hajek ‏            | لم يبدأ-2          |
| مدير الرياضة:      |                             |                    |

| Alpecin-Deceuninck ADC       | Alpecin-Deceuninck ADC           | Alpecin-Deceuninck ADC |
| ---------------------------- | -------------------------------- | ---------------------- |
| م                            | عداء                             | مرتبة                  |
| 11                           | كوينتن هيرمانز                   | 36                     |
| 12                           | Lars Boven ‏                      | 95                     |
| 13                           | توبياس باير                      | 49                     |
| 14                           | إدوارد بلانكايرتإدوارد بلانكايرت | 113                    |
| 15                           | شاندرو ميوريس                    | 71                     |
| 16                           | Stan Van Tricht ‏                 | لم يبدأ-4              |
| 17                           | Luca Vergallito ‏                 | 17                     |
| مدير الرياضة: فريدريك ويليمز |                                  |                        |

| Arkéa-B&B Hotels ARK                     | Arkéa-B&B Hotels ARK | Arkéa-B&B Hotels ARK |
| ---------------------------------------- | -------------------- | -------------------- |
| م                                        | عداء                 | مرتبة                |
| 21                                       | ارنو ديمار           | 103                  |
| 22                                       | جينثي بيرمانز ‏       | 58                   |
| 23                                       | Donavan Grondin ‏     | لم يكمل السباق-5     |
| 24                                       | Thibault Guernalec ‏  | 64                   |
| 25                                       | دانيال مكلاي         | 121                  |
| 26                                       | فلوريان سينيشال      | 92                   |
| 27                                       | Martin Tjøtta ‏       | 53                   |
| مدير الرياضة: ارنو جيرار, سيباستيان هينو |                      |                      |

| Astana Qazaqstan Team AST | Astana Qazaqstan Team AST | Astana Qazaqstan Team AST |
| ------------------------- | ------------------------- | ------------------------- |
| م                         | عداء                      | مرتبة                     |
| 31                        | Samuele Battistella ‏      | 51                        |
| 32                        | Igor Chzhan ‏              | 73                        |
| 33                        | Yevgeniy Fedorov ‏         | 70                        |
| 34                        | Anton Kuzmin ‏             | 111                       |
| 35                        | كريستيان سكاروني ‏         | 11                        |
| 36                        | بيترو فيلاسكو (طريق)      | 19                        |
| 37                        | Max Walker (cyclist) ‏     | 54                        |

| EF Education-EasyPost EFE | EF Education-EasyPost EFE     | EF Education-EasyPost EFE |
| ------------------------- | ----------------------------- | ------------------------- |
| م                         | عداء                          | مرتبة                     |
| 41                        | Stefan Bissegger ‏ (زمني فردي) | 99                        |
| 42                        | روي كوستا                     | لم يكمل السباق-3          |
| 43                        | Ben Healy (cyclist) ‏ (طريق)   | 4                         |
| 44                        | ميكيل فروليش أونوريه          | 25                        |
| 45                        | جيمس شو                       | 23                        |
| 46                        | مايكل فالغرين                 | 44                        |
| 47                        | ماريجن فان دن بيرغ            | لم يكمل السباق-3          |
| مدير الرياضة: ماتي بريشيل |                               |                           |

| Groupama-FDJ GFC                | Groupama-FDJ GFC      | Groupama-FDJ GFC |
| ------------------------------- | --------------------- | ---------------- |
| م                               | عداء                  | مرتبة            |
| 51                              | ستيفان كونغ           | 9                |
| 52                              | Lewis Askey ‏          | 86               |
| 53                              | أوليفييه لو جاك       | 59               |
| 54                              | فالنتين مادواس (طريق) | 32               |
| 55                              | Enzo Paleni ‏          | 68               |
| 56                              | كليمنت روسو           | 102              |
| 57                              | مارك ساريو            | 115              |
| مدير الرياضة: Frédéric Guesdon ‏ |                       |                  |

| Ineos Grenadiers IGD      | Ineos Grenadiers IGD    | Ineos Grenadiers IGD |
| ------------------------- | ----------------------- | -------------------- |
| م                         | عداء                    | مرتبة                |
| 61                        | ثيمين أرينسمان          | 5                    |
| 62                        | فيليبو غانا (زمني فردي) | 46                   |
| 63                        | Kim Heiduk ‏             | 62                   |
| 64                        | توم بيدكوك              | 6                    |
| 65                        | لوقا رو                 | 112                  |
| 66                        | ماغنوس شيفيلد           | 18                   |
| 67                        | جيرانت توماس            | 65                   |
| مدير الرياضة: زاك ديمبستر |                         |                      |

| Intermarché-Wanty IWA       | Intermarché-Wanty IWA | Intermarché-Wanty IWA |
| --------------------------- | --------------------- | --------------------- |
| م                           | عداء                  | مرتبة                 |
| 71                          | Vito Braet ‏           | 85                    |
| 72                          | Rune Herregodts ‏      | 24                    |
| 73                          | هوغو بيج ‏             | 114                   |
| 74                          | أدريان بيتي           | 118                   |
| 75                          | Laurenz Rex ‏          | 120                   |
| 76                          | مايك تيونسين          | 60                    |
| 77                          | جيربن تايسن ‏          | 129                   |
| مدير الرياضة: Aike Visbeek ‏ |                       |                       |

| Lidl-Trek LTK               | Lidl-Trek LTK         | Lidl-Trek LTK |
| --------------------------- | --------------------- | ------------- |
| م                           | عداء                  | مرتبة         |
| 81                          | Andrea Bagioli ‏       | 31            |
| 82                          | تاو غايغن هارت        | 12            |
| 83                          | Daan Hoole ‏           | 66            |
| 84                          | سام أومن              | لم يبدأ-3     |
| 85                          | جاسبر ستوفين          | 29            |
| 86                          | إدوارد ثيونس          | 106           |
| 87                          | Mathias Vacek ‏ (طريق) | 87            |
| مدير الرياضة: ستيفن دي جونغ |                       |               |

| Soudal Quick-Step SOQ   | Soudal Quick-Step SOQ           | Soudal Quick-Step SOQ |
| ----------------------- | ------------------------------- | --------------------- |
| م                       | عداء                            | مرتبة                 |
| 91                      | ماتيا كاتانيو                   | 48                    |
| 92                      | رمكو أفينبول (طريق و زمني فردي) | 1                     |
| 93                      | جيمس نوكس                       | 42                    |
| 94                      | مايكل اندا                      | 16                    |
| 95                      | بيتر سيري                       | 91                    |
| 96                      | Warre Vangheluwe ‏               | 136                   |
| 97                      | Louis Vervaeke ‏                 | 69                    |
| مدير الرياضة: توم ستيلز |                                 |                       |

| Team dsm-firmenich PostNL DFP | Team dsm-firmenich PostNL DFP | Team dsm-firmenich PostNL DFP |
| ----------------------------- | ----------------------------- | ----------------------------- |
| م                             | عداء                          | مرتبة                         |
| 101                           | جون ديجينكولب                 | 77                            |
| 102                           | Pavel Bittner ‏                | 89                            |
| 103                           | Gijs Leemreize ‏               | 20                            |
| 104                           | Niklas Märkl ‏                 | 116                           |
| 105                           | Martijn Tusveld ‏              | 61                            |
| 106                           | Casper van Uden ‏              | 83                            |
| 107                           | Bram Welten ‏                  | 131                           |
| مدير الرياضة: بيم يجثارت      |                               |                               |

| Team Visma \| Lease a Bike TVL               | Team Visma \| Lease a Bike TVL | Team Visma \| Lease a Bike TVL |
| -------------------------------------------- | ------------------------------ | ------------------------------ |
| م                                            | عداء                           | مرتبة                          |
| 111                                          | فاوت فان آرت (زمني فردي)       | 7                              |
| 112                                          | سيب كوس                        | 8                              |
| 113                                          | تيسج بنوت                      | لم يبدأ-4                      |
| 114                                          | بير ستراند هاجينز              | 39                             |
| 115                                          | جان تراتنيك                    | 3                              |
| 116                                          | Milan Vader ‏                   | 35                             |
| 117                                          | جوليان فيرموت                  | 104                            |
| مدير الرياضة: Arthur van Dongen ‏, Marc Reef ‏ |                                |                                |

| UAE Team Emirates UAD                      | UAE Team Emirates UAD    | UAE Team Emirates UAD |
| ------------------------------------------ | ------------------------ | --------------------- |
| م                                          | عداء                     | مرتبة                 |
| 121                                        | إسحاق ديل تورو ‏          | لم يبدأ-5             |
| 122                                        | فيليبو بارونسيني         | 33                    |
| 123                                        | Jan Christen ‏            | 22                    |
| 124                                        | مارك هيرشي (طريق)        | 43                    |
| 125                                        | António Morgado ‏         | 10                    |
| 126                                        | روي أوليفيرا             | 107                   |
| 127                                        | Nils Politt ‏ (زمني فردي) | 30                    |
| مدير الرياضة: Simone Pedrazzini‏, توماس غيل |                          |                       |

| كاجا رورال-سيغوروس ‏ CJR                     | كاجا رورال-سيغوروس ‏ CJR | كاجا رورال-سيغوروس ‏ CJR |
| ------------------------------------------- | ----------------------- | ----------------------- |
| م                                           | عداء                    | مرتبة                   |
| 131                                         | Daniel Babor ‏           | 143                     |
| 132                                         | ESP                     | 63                      |
| 133                                         | Tomáš Bárta ‏            | 137                     |
| 134                                         | Jaume Guardeño ‏         | 50                      |
| 135                                         | Gorka Sorarrain ‏        | 76                      |
| 136                                         | إدوارد براديس           | 27                      |
| 137                                         | ميكال شليغل             | 96                      |
| مدير الرياضة: José Miguel Fernández Reviejo‏ |                         |                         |

| سويس ريسينغ أكادمي ‏ TUD    | سويس ريسينغ أكادمي ‏ TUD | سويس ريسينغ أكادمي ‏ TUD |
| -------------------------- | ----------------------- | ----------------------- |
| م                          | عداء                    | مرتبة                   |
| 141                        | Luc Wirtgen ‏            | 88                      |
| 142                        | Robin Froidevaux ‏       | 108                     |
| 143                        | Arthur Kluckers ‏        | لم يكمل السباق-5        |
| 144                        | Marius Mayrhofer ‏       | 79                      |
| 145                        | لوكاس أريكسون (طريق)    | 52                      |
| 146                        | ماتيو ترينتين           | 75                      |
| 147                        | Yannis Voisard ‏         | 13                      |
| مدير الرياضة: ماتيو توساتو |                         |                         |

| أونو-إكس موبيليتي ‏ UXM         | أونو-إكس موبيليتي ‏ UXM | أونو-إكس موبيليتي ‏ UXM |
| ------------------------------ | ---------------------- | ---------------------- |
| م                              | عداء                   | مرتبة                  |
| 151                            | ماغنوس كورت نيلسن      | 21                     |
| 152                            | ماركوس هويلجارد        | 28                     |
| 153                            | Andreas Leknessund ‏    | 45                     |
| 154                            | Erik Resell ‏           | 84                     |
| 155                            | راسموس تيلر            | 41                     |
| 156                            | جوناس إبراهمسين ‏       | 72                     |
| 157                            | Martin Urianstad ‏      | 47                     |
| مدير الرياضة: كورت اسلي ارفسين |                        |                        |

| أنترت فيرينسي ‏ CDF             | أنترت فيرينسي ‏ CDF | أنترت فيرينسي ‏ CDF |
| ------------------------------ | ------------------ | ------------------ |
| م                              | عداء               | مرتبة              |
| 161                            | Diogo Oliveira‏     | OTL-4              |
| 162                            | Afonso Eulálio ‏    | لم يكمل السباق-5   |
| 163                            | Óscar Cabedo ‏      | 90                 |
| 164                            | Fábio Oliveira‏     | OTL-4              |
| 165                            | POR                | 94                 |
| 166                            | فابيو كوستا ‏       | 100                |
| 167                            | POR                | 126                |
| مدير الرياضة: Joaquim Andrade ‏ |                    |                    |

| AP Hotels & Resorts–Tavira–SC Farense ‏ ATF | AP Hotels & Resorts–Tavira–SC Farense ‏ ATF | AP Hotels & Resorts–Tavira–SC Farense ‏ ATF |
| ------------------------------------------ | ------------------------------------------ | ------------------------------------------ |
| م                                          | عداء                                       | مرتبة                                      |
| 171                                        | Rúben Simão‏                                | OTL-4                                      |
| 172                                        | Afonso Silva ‏                              | 38                                         |
| 173                                        | كارلوس سالغيرو ‏                            | 128                                        |
| 174                                        | POR                                        | 133                                        |
| 176                                        | فرنسيسكو كامبوس ‏                           | OTL-4                                      |
| 177                                        | Euclides Chingui‏                           | 147                                        |
| مدير الرياضة: Vidal Fitas‏                  |                                            |                                            |

| Louletano Desportos Clube (cycling) ‏ AVL | Louletano Desportos Clube (cycling) ‏ AVL | Louletano Desportos Clube (cycling) ‏ AVL |
| ---------------------------------------- | ---------------------------------------- | ---------------------------------------- |
| م                                        | عداء                                     | مرتبة                                    |
| 181                                      | Daniel Viegas ‏                           | 57                                       |
| 182                                      | Nicolás Tivani ‏                          | 145                                      |
| 183                                      | سيرجيو غارسيا غونزاليس ‏                  | 67                                       |
| 184                                      | Tomás Contte ‏                            | 135                                      |
| 185                                      | Carlos Oyarzún ‏                          | 105                                      |
| 186                                      | David Dominguez ‏                         | 80                                       |
| 187                                      | Tomás Martins‏                            | 144                                      |
| مدير الرياضة: أميريكو سيلفا ‏             |                                          |                                          |

| Credibom–LA Alumínios–Marcos Car ‏ LAA | Credibom–LA Alumínios–Marcos Car ‏ LAA | Credibom–LA Alumínios–Marcos Car ‏ LAA |
| ------------------------------------- | ------------------------------------- | ------------------------------------- |
| م                                     | عداء                                  | مرتبة                                 |
| 191                                   | Emanuel Duarte ‏                       | 55                                    |
| 192                                   | لويس فيليبي فيرنانديز ‏                | لم يكمل السباق-5                      |
| 193                                   | Alexandre Montez ‏                     | 101                                   |
| 194                                   | Rodrigo Caixas ‏                       | لم يكمل السباق-5                      |
| 195                                   | Diogo Narciso ‏                        | لم يكمل السباق-5                      |
| 196                                   | François Vie‏                          | لم يكمل السباق-5                      |
| 197                                   | Gonçalo Leaça ‏                        | 122                                   |
| مدير الرياضة: Hernâni Brôco ‏          |                                       |                                       |

| إيفابيل سيلينج ‏ EFL         | إيفابيل سيلينج ‏ EFL  | إيفابيل سيلينج ‏ EFL |
| --------------------------- | -------------------- | ------------------- |
| م                           | عداء                 | مرتبة               |
| 201                         | جواكيم سيلفا ‏        | لم يكمل السباق-5    |
| 202                         | Aleksandr Grigoriev ‏ | OTL-4               |
| 203                         | António Ferreira‏     | لم يكمل السباق-5    |
| 204                         | سانتياغو ميسا ‏       | 127                 |
| 205                         | هنريكي هيكتور        | 82                  |
| 206                         | Abner González ‏      | 37                  |
| 207                         | Keegan Swirbul ‏      | 124                 |
| مدير الرياضة: خوسيه أزيفيدو |                      |                     |

| كيلي - سيمولدز يو دي أو ‏ GSU | كيلي - سيمولدز يو دي أو ‏ GSU | كيلي - سيمولدز يو دي أو ‏ GSU |
| ---------------------------- | ---------------------------- | ---------------------------- |
| م                            | عداء                         | مرتبة                        |
| 211                          | لويس غوميش                   | 93                           |
| 212                          | POR                          | 119                          |
| 213                          | POR                          | 109                          |
| 214                          | Tiago Ferreira‏               | OTL-4                        |
| 216                          | Noah Campos‏                  | 142                          |
| 217                          | André Ribeiro‏                | 139                          |
| مدير الرياضة: Manuel Correia‏ |                              |                              |

| Rádio Popular–Paredes–Boavista ‏ RPB | Rádio Popular–Paredes–Boavista ‏ RPB | Rádio Popular–Paredes–Boavista ‏ RPB |
| ----------------------------------- | ----------------------------------- | ----------------------------------- |
| م                                   | عداء                                | مرتبة                               |
| 221                                 | César Fonte ‏                        | 98                                  |
| 222                                 | Hugo Nunes ‏                         | 56                                  |
| 223                                 | Raúl Rota ‏                          | لم يكمل السباق-5                    |
| 224                                 | Francisco Peñuela ‏                  | 40                                  |
| 225                                 | POR                                 | 117                                 |
| 227                                 | Hélder Gonçalves‏                    | 26                                  |

| Anicolor / Tien 21 ‏ SAT     | Anicolor / Tien 21 ‏ SAT   | Anicolor / Tien 21 ‏ SAT |
| --------------------------- | ------------------------- | ----------------------- |
| م                           | عداء                      | مرتبة                   |
| 231                         | فريدريكو فيغيريدو         | 81                      |
| 232                         | André Carvalho (cyclist) ‏ | لم يكمل السباق-5        |
| 233                         | لويس مندونسا              | 110                     |
| 234                         | Gabriel Baptista‏          | 140                     |
| 235                         | Duarte Domingues‏          | 125                     |
| 236                         | Oliver Rees‏               | 74                      |
| 237                         | رافاييل ريس               | 78                      |
| مدير الرياضة: Rúben Pereira‏ |                           |                         |

| Tavfer–Ovos Matinados–Mortágua ‏ TAV | Tavfer–Ovos Matinados–Mortágua ‏ TAV | Tavfer–Ovos Matinados–Mortágua ‏ TAV |
| ----------------------------------- | ----------------------------------- | ----------------------------------- |
| م                                   | عداء                                | مرتبة                               |
| 241                                 | Gonçalo Carvalho ‏                   | 132                                 |
| 242                                 | Bruno Silva (cyclist) ‏              | 97                                  |
| 243                                 | جواو ماتياس                         | 138                                 |
| 244                                 | Francisco Morais‏                    | لم يكمل السباق-5                    |
| 245                                 | Leangel Linarez ‏                    | لم يكمل السباق-5                    |
| 246                                 | César Martingil ‏                    | 130                                 |
| 247                                 | Gonçalo Amado ‏                      | لم يكمل السباق-2                    |
| مدير الرياضة: غوستافو سيزار         |                                     |                                     |

## التصنيف العام النهائي
| التصنيف العام         | التصنيف العام        | التصنيف العام              | التصنيف العام  | التصنيف العام |
| العداء                | العداء               | الفريق                     | الوقت          |               |
| --------------------- | -------------------- | -------------------------- | -------------- | ------------- |
| 1                     | رمكو أفينبول         | Soudal Quick-Step          | 18 س 45 د 53 ث |               |
| 2                     | دانييل مارتينيز      | بورا هانسغروه              | + 43 ث         |               |
| 3                     | جان تراتنيك          | Team Visma \| Lease a Bike | + 1 د 21 ث     |               |
| 4                     | Ben Healy (cyclist) ‏ | EF Education-EasyPost      | + 1 د 42 ث     |               |
| 5                     | ثيمين أرينسمان       | Ineos Grenadiers           | + 1 د 45 ث     |               |
| 6                     | توم بيدكوك           | Ineos Grenadiers           | + 1 د 49 ث     |               |
| 7                     | فاوت فان آرت         | Team Visma \| Lease a Bike | + 1 د 57 ث     |               |
| 8                     | سيب كوس              | Team Visma \| Lease a Bike | + 1 د 59 ث     |               |
| 9                     | ستيفان كونغ          | Groupama-FDJ               | + 2 د 06 ث     |               |
| 10                    | António Morgado ‏     | فريق الإمارات              | + 2 د 09 ث     |               |
|                       |                      |                            |                |               |
| مصدر: ProCyclingStats |                      |                            |                |               |

### تصنيف النقاط
| تصنيف النقاط          | تصنيف النقاط      | تصنيف النقاط               | تصنيف النقاط | تصنيف النقاط |
| العداء                | العداء            | الفريق                     | النقاط       |              |
| --------------------- | ----------------- | -------------------------- | ------------ | ------------ |
| 1                     | جيربن تايسن ‏      | Intermarché-Wanty          | 44 نقطة      |              |
| 2                     | دانييل مارتينيز   | بورا هانسغروه              | 30 نقطة      |              |
| 3                     | فاوت فان آرت      | Team Visma \| Lease a Bike | 29 نقطة      |              |
| 4                     | روي أوليفيرا      | فريق الإمارات              | 28 نقطة      |              |
| 5                     | رمكو أفينبول      | Soudal Quick-Step          | 24 نقطة      |              |
| 6                     | جان تراتنيك       | Team Visma \| Lease a Bike | 16 نقطة      |              |
| 7                     | Marius Mayrhofer ‏ | سويس ريسينغ أكادمي ‏        | 16 نقطة      |              |
| 8                     | Jordi Meeus ‏      | بورا هانسغروه              | 16 نقطة      |              |
| 9                     | توم بيدكوك        | Ineos Grenadiers           | 15 نقطة      |              |
| 10                    | سيب كوس           | Team Visma \| Lease a Bike | 15 نقطة      |              |
|                       |                   |                            |              |              |
| مصدر: ProCyclingStats |                   |                            |              |              |

### تصنيف الجبال
| تصنيف الجبال          | تصنيف الجبال          | تصنيف الجبال                         | تصنيف الجبال | تصنيف الجبال |
| العداء                | العداء                | الفريق                               | النقاط       |              |
| --------------------- | --------------------- | ------------------------------------ | ------------ | ------------ |
| 1                     | دانييل مارتينيز       | بورا هانسغروه                        | 16 نقطة      |              |
| 2                     | رمكو أفينبول          | Soudal Quick-Step                    | 14 نقطة      |              |
| 3                     | Andreas Leknessund ‏   | أونو اكس برو سايكلنج تيم ‏            | 13 نقطة      |              |
| 4                     | سيب كوس               | Team Visma \| Lease a Bike           | 9 نقطة       |              |
| 5                     | Nicolás Tivani ‏       | Louletano Desportos Clube (cycling) ‏ | 8 نقطة       |              |
| 6                     | فاوت فان آرت          | Team Visma \| Lease a Bike           | 8 نقطة       |              |
| 7                     | Tomás Contte ‏         | Louletano Desportos Clube (cycling) ‏ | 7 نقطة       |              |
| 8                     | Ben Healy (cyclist) ‏  | EF Education-EasyPost                | 6 نقطة       |              |
| 9                     | Martin Urianstad ‏     | أونو اكس برو سايكلنج تيم ‏            | 6 نقطة       |              |
| 10                    | Max Walker (cyclist) ‏ | Astana Qazaqstan Team                | 6 نقطة       |              |
|                       |                       |                                      |              |              |
| مصدر: ProCyclingStats |                       |                                      |              |              |

## تصنيف الفرق

### الفرق حسب الوقت
| تصنيف الفرق حسب الوقت | تصنيف الفرق حسب الوقت      | تصنيف الفرق حسب الوقت | تصنيف الفرق حسب الوقت |
| الفريق                | الفريق                     | الوقت                 |                       |
| --------------------- | -------------------------- | --------------------- | --------------------- |
| 1                     | Team Visma \| Lease a Bike | 56 س 22 د 29 ث        |                       |
| 2                     | Bora-Hansgrohe             | + 1 د 28 ث            |                       |
| 3                     | Ineos Grenadiers           | + 3 د 16 ث            |                       |
| 4                     | Soudal Quick-Step          | + 9 د 23 ث            |                       |
| 5                     | UAE Team Emirates          | + 9 د 29 ث            |                       |
| 6                     | EF Education-EasyPost      | + 9 د 53 ث            |                       |
| 7                     | Lidl-Trek                  | + 14 د 26 ث           |                       |
| 8                     | Astana Qazaqstan Team      | + 15 د 14 ث           |                       |
| 9                     | أونو اكس برو سايكلنج تيم ‏  | + 21 د 42 ث           |                       |
| 10                    | Groupama-FDJ               | + 22 د 22 ث           |                       |
|                       |                            |                       |                       |
| مصدر: ProCyclingStats |                            |                       |                       |

## تصانيف فرعية

### تصنيف أفضل شاب
| تصنيف أفضل شاب        | تصنيف أفضل شاب    | تصنيف أفضل شاب                    | تصنيف أفضل شاب | تصنيف أفضل شاب |
| العداء                | العداء            | الفريق                            | الوقت          |                |
| --------------------- | ----------------- | --------------------------------- | -------------- | -------------- |
| 1                     | António Morgado ‏  | فريق الإمارات                     | 18 س 48 د 02 ث |                |
| 2                     | ماغنوس شيفيلد     | Ineos Grenadiers                  | + 3 د 32 ث     |                |
| 3                     | Jan Christen ‏     | فريق الإمارات                     | + 4 د 43 ث     |                |
| 4                     | بير ستراند هاجينز | Team Visma \| Lease a Bike        | + 10 د 39 ث    |                |
| 5                     | Jaume Guardeño ‏   | كاجا رورال-سيغوروس ‏               | + 13 د 18 ث    |                |
| 6                     | Enzo Paleni ‏      | Groupama-FDJ                      | + 21 د 31 ث    |                |
| 7                     | Mathias Vacek ‏    | Lidl-Trek                         | + 27 د 01 ث    |                |
| 8                     | Pavel Bittner ‏    | Team dsm-firmenich PostNL         | + 28 د 12 ث    |                |
| 9                     | Alexandre Montez ‏ | Credibom–LA Alumínios–Marcos Car ‏ | + 31 د 36 ث    |                |
| 10                    | Duarte Domingues‏  | Anicolor / Tien 21 ‏               | + 44 د 20 ث    |                |
|                       |                   |                                   |                |                |
| مصدر: ProCyclingStats |                   |                                   |                |                |

## وصلات خارجية
- الموقع الرسمي
- لمحة عن سباق فولتا الغارف 2024 على موقع  ProCyclingStats   (برو  سايكلنج  ستاتس) - إحصاءات  محترفي  الدراجات.
- فولتا الغارف 2024 على موقع إحصائيات الدراجات الإحترافية (الإنجليزية)